# 68 Aquilae
68 Aquilae, som är stjärnans Flamsteed-beteckning, är en dubbelstjärna belägen i den mellersta delen av stjärnbilden Örnen. Den har en skenbar magnitud på ca 6,12 och är mycket svagt synlig för blotta ögat där ljusföroreningar ej förekommer. Baserat på parallaxmätning inom Hipparcosuppdraget på ca 5,4 mas, beräknas den befinna sig på ett avstånd på ca 600 ljusår (ca 180 parsek) från solen. Den rör sig närmare solen med en heliocentrisk radialhastighet av ca –9 km/s.

## Egenskaper
Primärstjärnan 68 Aquilae A är en blå  till vit stjärna i huvudserien av spektralklass B9 V. Den har en massa som är ca 3,2 solmassor, en radie som  är ca 3,3 solradier och utsänder ca 160 gånger mera energi än solen från dess fotosfär vid en effektiv temperatur av ca 10 600 K.